# Jean Preckher
Jean Preckher (Vorst, 4 februari 1866 – Brussel, 9 januari 1939) was een Belgisch componist, muziekpedagoog, dirigent en cornettist.

## Levensloop
Preckher studeerde vanaf 1880 aan het Koninklijk Conservatorium te Brussel en behaalde bij zijn eindexamen eerste prijzen voor cornet en harmonie. Vervolgens werd hij cornettist in het Groot Harmonieorkest van de Belgische Gidsen in Brussel. Verder was hij werkzaam in het orkest van het Vlaamse theater en in het orkest van de Vaux-hall te Brussel. In 1920 werd hij benoemd tot directeur van de muziekschool in Sint-Jans-Molenbeek.
Hij was vanaf 1889 dirigent van de Fanfare Royal Cercle Meyerbeer Brussel en vierde 1914 zijn 25-jarig dirigentenjubileum, maar ook van de Société Royale des Sapeurs-Pompiers Volontaires fanfares de Cureghem en van andere blaasorkesten in het Brussels Hoofdstedelijk Gewest. In Vorst (Brussel) is een straat naar hem genoemd.
Als componist schreef hij operettes, cantates en vooral werken voor harmonieorkest. Preckher was een veelgevraagd jurylid bij concoursen in binnen- en buitenland.

## Composities

### Werken voor harmonieorkest
- Air et divertissement et Impromptu, voor eufonium en harmonieorkest
- Antwerpia, mars
- Domein Bokrijk, ouverture
- Échos fluviaux, ouverture
- Esquisse épisodiques, fantasie
- Fantaisie lyrique, fantasie
- Fantaisie récréative, fantasie
- Fideles Fantasia
- Forêts légendaires, fantasie
- Gaudeamus, mars
- Grande marche jubilaire
- Hartelijke eendracht
- Junior-Clairon, mars
- La Bisontine et Salut aux Lilloises, voor cornet en harmonieorkest
- La Magicia, ouverture
- La Rose de Boloeil, wals
- Le brave petit volontaire, militaire mars
- Lounelly-Janny, fantasie
- Luronne Bruxelloise - Schottisch
- Petite Caprice Rustique, fantasie
- Pittorico-Fantasia
- Solex, ouverture
- Sparnacum, ouverture
- Sur le lac de la Gileppe, ouverture
- Tendresse, wals
- Thalassa, ouverture

### Cantates
- 1897 Charité et Fraternité, cantate voor gemengd koor en orkest[2] - tekst: Léon Wesenbeeck (opgedragen aan Monsieur Emile Carpentier chevin de l'Instruction Publique et Président d'Honneur de la Société Royale des Sapeurs-Pompiers Volontaires fanfares de Cureghem) - première: 4 juli 1897

### Werken voor piano
- Trèfle à quatre feuilles

## Referentie
1. ↑  "25-jarig dirigenten jubileum van Jean Preckher bij de Fanfare Royal Cercle Meyerbeer Brussel in het dagblad "L'Indépendence Belge" van 26 juli 1914", mara.kbr.be (PDF niet meer beschikbaar)
2. ↑  Muziekstukken uit het archief van de gemeente Anderlecht (Brussel) - autografe partituur van Jean Preckher (gearchiveerd)

- Virtual International Authority File: 174151352073952602472